# Gianni Marchand
Gianni Marchand (Aartrijke, 1 de junio de 1990) es un ciclista profesional belga miembro del conjunto Tarteletto-Isorex.

## Palmarés
2016
- 1 etapa de la Vuelta a Lieja

2017
- 1 etapa de la Vuelta a Lieja
- Tríptico de las Ardenas, más 1 etapa

2018
- Paris-Mantes-en-Yvelines[2]
- Flèche du Sud

2022
- Tour de Irán-Azerbaiyán, más 1 etapa